# 北海道道768号相生津別停車場線

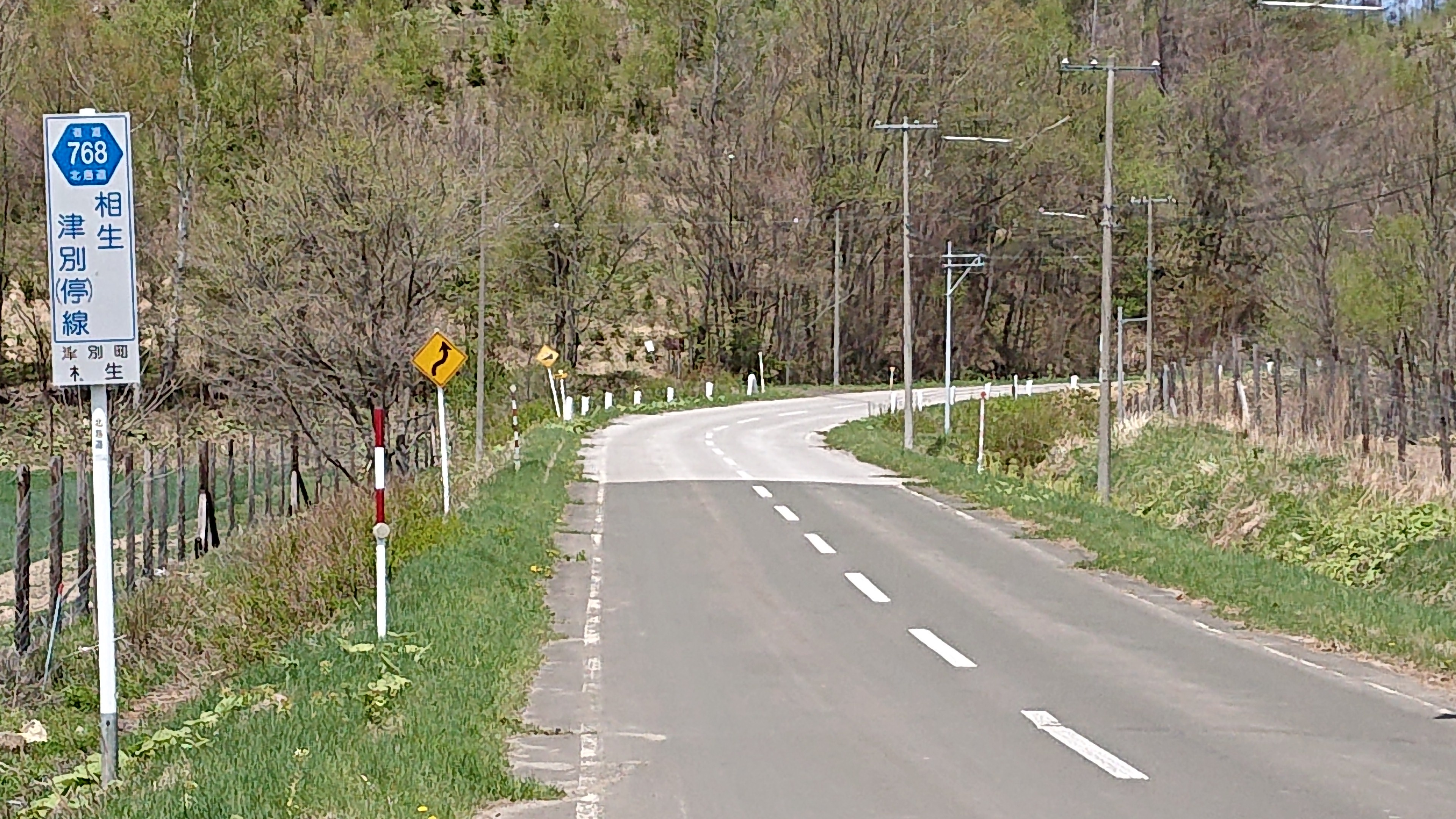
北海道道768号相生津別停車場線（津別町相生）

北海道道768号相生津別停車場線（ほっかいどうどう768ごう あいおうつべつていしゃじょうせん）は、北海道網走郡津別町内を結ぶ一般道道（北海道道）である。

## 概要

### 路線データ
- 起点：北海道網走郡津別町相生（国道240号交点）
- 終点：北海道網走郡津別町緑町（旧国鉄 相生線 津別駅跡）
- 路線延長：19.4 km

## 歴史
- 1972年（昭和47年）3月31日 路線認定[1]。
北海道道589号津別停車場線を延長する形。北海道道589号は同日廃止[2]。

## 路線状況

### 重複区間
津別町
- 双葉 - 大通（国道240号）

## 地理

### 通過する自治体
- オホーツク総合振興局
  - 網走郡津別町

### 交差する道路
津別町
- 国道240号 - 相生（起点）
- 国道240号 - 双葉、大通（重複）
- 北海道道27号北見津別線 - 本町（重複区間）
- 北海道道588号屈斜路津別線 - 大通（重複区間）

### 沿線にある施設など
津別町
- 北見相生郵便局 - 字相生110-8
- 北海道立津別21世紀の森 - 共和
- 北海道津別高等学校 - 共和32-2
- 北見信用金庫津別支店 - 本町60
- 津別町農協 - 大通33